# Eldar Sjengelaja
Eldar Sjengelaja (russisk: Эльда́р Никола́евич Шенгела́я) (født 26. januar 1933 i Tbilisi i Sovjetunionen) er en sovjetisk filminstruktør og manuskriptforfatter.

## Filmografi
- Snezjnaja skazka (Снежная сказка, 1959)[1][2]